# Komitet Tymczasowy Emigracji Polskiej
Komitet Tymczasowy Emigracji Polskiej (KTEP), Komitet Tymczasowy – pierwsze ugrupowanie polityczne Wielkiej Emigracji założone w 1831 w Paryżu; prezesem komitetu był Bonawentura Niemojowski. 
Komitet Tymczasowy Emigracji Polskiej zawiązany został 6 listopada 1831 w Paryżu przez Bonawenturę Niemojowskiego, ostatniego prezesa Rządu Narodowego Królestwa Polskiego w czasie powstania listopadowego (1830–1831) i innych polityków stronnictwa kaliszan, m.in. Teodora Morawskiego.
Komitet, atakowany przez publicystów działaczy byłego warszawskiego Klubu Patriotycznego, m.in. przez Maurycego Mochnackiego za programową „niepolityczność”, rozwiązał się po powołaniu Komitetu Narodowego Polskiego.